# Curcuma australasica
Curcuma australasica är en enhjärtbladig växtart som beskrevs av Joseph Dalton Hooker. Curcuma australasica ingår i släktet Curcuma och familjen Zingiberaceae. Inga underarter finns listade i Catalogue of Life.

## Bildgalleri

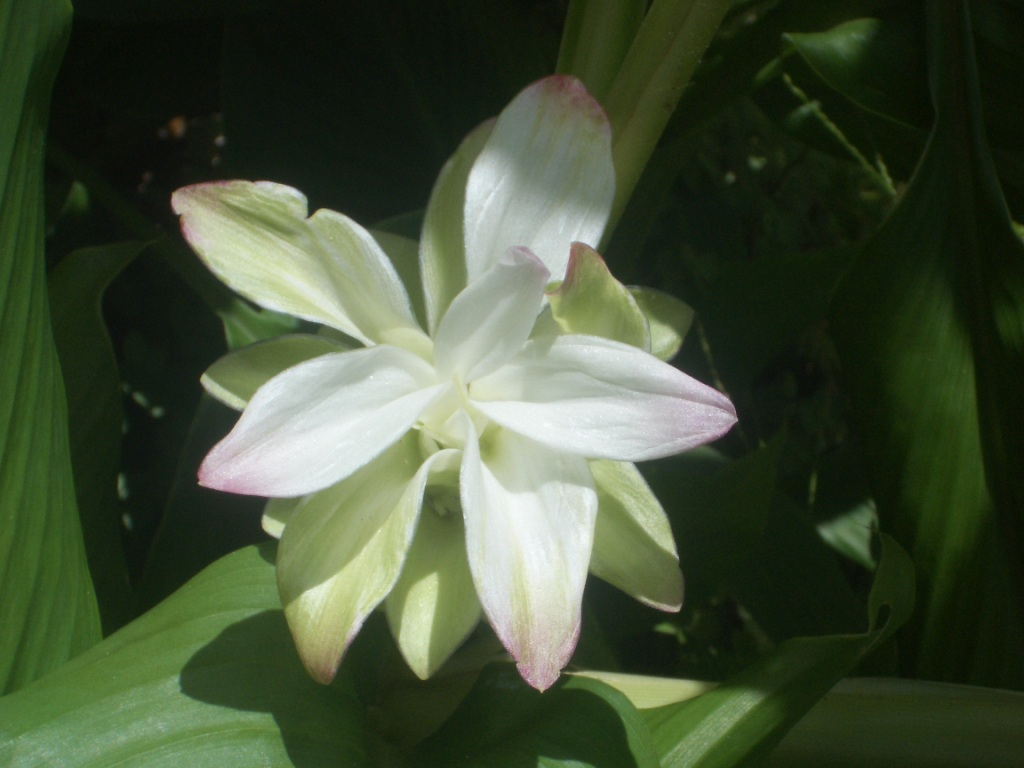
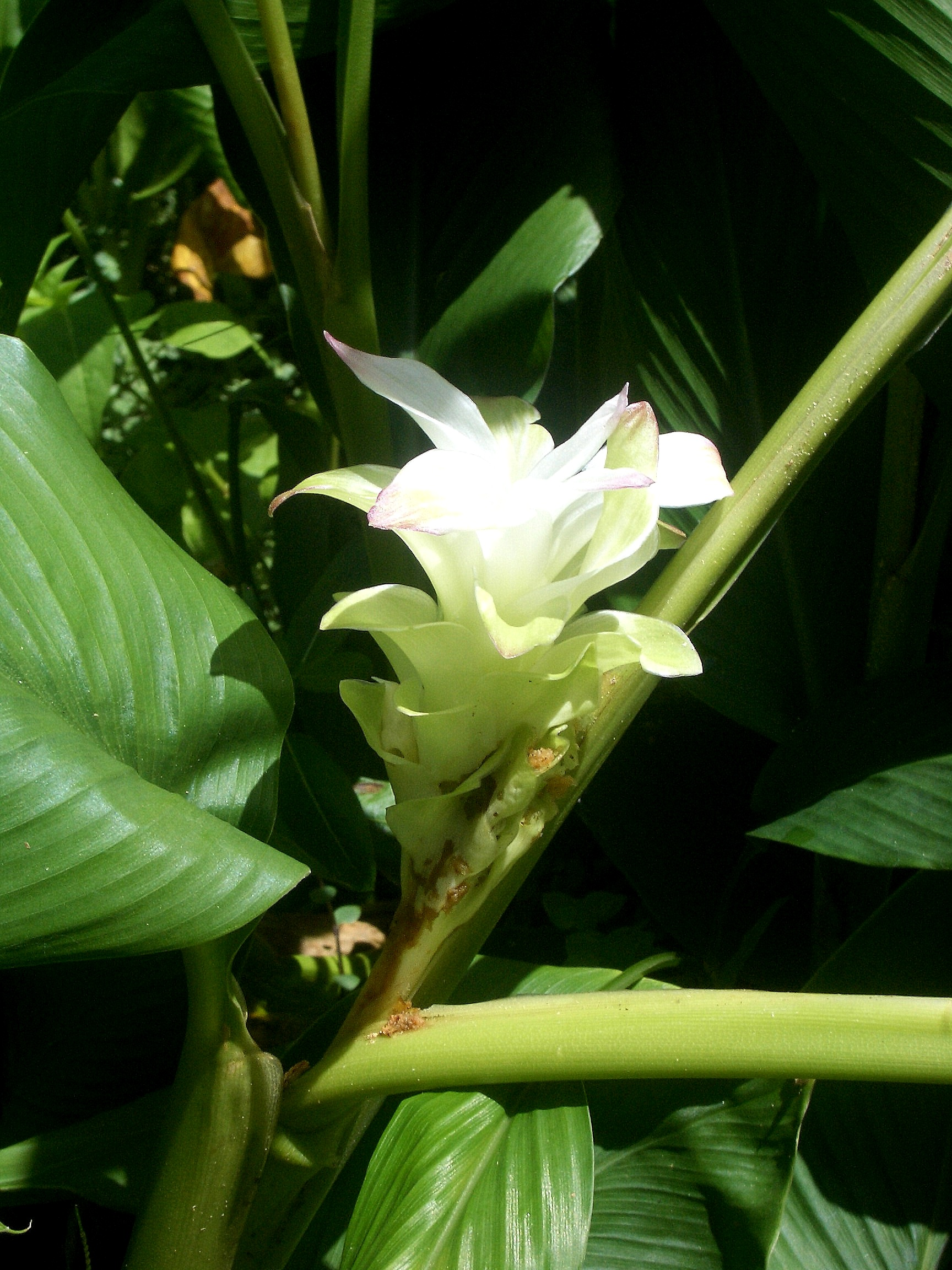